# 莱西沃托
莱西沃托（法語：Les Yveteaux，法語發音：[le.z‿ivto] ⓘ）是法国奥恩省的一个市镇，位于该省中西部，属于阿让唐区。

## 地理
莱西沃托（48°42'20"N, 0°16'24"W）面积5.79 平方千米，位于法国诺曼底大区奧恩省，该省份为法国西北部内陆省份，北起顺时针与卡爾瓦多斯省、厄尔省、厄尔-卢瓦省、萨尔特省、马耶讷省和芒什省接壤。
与莱西沃托接壤的市镇（或旧市镇、城区）包括：蒙特勒伊欧乌尔姆、拉朗德德卢热、圣伊莱尔-德布里尤兹、皮唐日勒拉克。

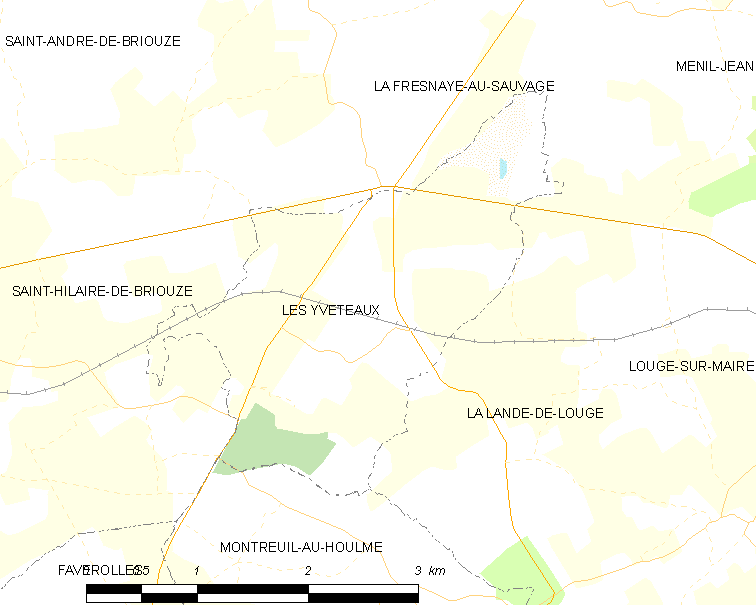
莱西沃托的OSM定位图

莱西沃托的时区为UTC+01:00、UTC+02:00（夏令时）。

## 行政
莱西沃托的邮政编码为61210，INSEE市镇编码为61512。

## 政治
莱西沃托所属的省级选区为阿蒂斯-瓦勒德鲁夫尔县。

## 人口

1962-2008年间莱西沃托人口变化图示

莱西沃托于2022年1月1日时的人口数量为100人。